# Adam Andretti
Adam Andretti (Brownsburg, 24 marzo 1979) è un pilota automobilistico statunitense.
Ha corso nelle serie NASCAR e IndyCar. Gareggia nella serie Trans Am dal 2014.

## Contesto famigliare
Membro di una grande famiglia di piloti americani di origine italiana, è figlio di Aldo Andretti e nipote di Mario Andretti, campione del mondo di Formula 1 nel 1978 e vincitore della 500 miglia di Indianapolis. È inoltre fratello minore di John Andretti e cugino di Michael Andretti, Jeff Andretti e Marco Andretti.

## Carriera agonistica
Adam Andretti ha iniziato a correre nel 1994 all'età di 15 anni con l'aiuto di suo fratello maggiore John, che lo ha supportato per ottenere una vettura in una serie adatta per giovani debuttanti, la Mini Cup Stock Car.
Ha mostrato subito di essere una promessa vincendo quattro gare nel 1995 e finendo quarto nel campionato della serie. Dopo la sua partecipazione alle Mini Stocks, Adam Andretti ha corso con i kart.
Nel 1998 si è classificato al secondo posto al Campionato Mondiale di Karting di Formula C. Ha anche corso nelle 24 ore di Daytona, debuttando così con un’auto sportiva.
Nel 2000 Andretti ha guidato una vettura nel Campionato degli Stati Uniti Formula 3. Ha vinto una gara e ha finito terzo il campionato. Dopo due anni (2001 e 2002) nella serie NASCAR Featherlite Southwest, nel 2003, Andretti ha guidato una Corvette nella SPEED World Challenge Series e ha partecipato nel 2004 alla 24 ore di Daytona.
Nel 2007 ha fatto il suo debutto nella serie Indy Pro e ha guidato durante la stagione alternandosi con il suo compagno di squadra Jimmy Kite. Alla fine del 2008 ha interrotto la sua carriera agonistica.
Da allora ha lavorato come istruttore di corsa per la rivista Road & Track e alcune scuole di guida
Nel 2014 è tornato a gareggiare ed è diventato il primo membro della famiglia Andretti a competere nella Trans Am Series, correndo regolarmente nella classe TA2 dove gareggia attualmente